# Шамсутдинов, Миниахат Асгатович
Миниахат Асгатович Шамсутдинов (13 августа 1946, Сатыево, Башкирская АССР — 14 января 2011, Уфа) — советский российский физик, преподаватель высшей школы. Доктор физико-математических наук, профессор.

## Биография
В Башкирском государственном университете (ныне Уфимский университете науки и технологий) работал с 1969 года. Заведующий кафедрой теоретической физики с 1993 года.
Миниахат Асгатович Шамсутдинов умер 14 января 2011 года.

## Научная деятельность

### Научные интересы
Теоретические исследования в области физики конденсированного состояния, физики магнитных явлений и нелинейной физики.

### Основные достижения
Разработал магнитострикционный механизм перестройки доменной структуры в ферро- и антиферромагнетиках в магнитном поле. Предложил и исследовал новую модель неблоховской доменной стенки в кубических ферромагнетиках с наведенной одноосной анизотропией. Теоретически описал ряд необычных экспериментально наблюдаемых поведений доменной структуры при изменении температуры и внешнего магнитного поля. Построил теорию фазовых переходов в доменной границе двух- и четырёхподрешеточных ромбических антиферромагнтиков. Провел исследование влияния внешнего магнитного поля на спектр спиновых волн в двух- и четырёхподрешеточных антиферомагнетиках с доменной структурой. Теоретически исследовал влияние внешних воздействий (магнитного и электрического полей, механических напряжений) на характеристики и устойчивость нелинейных магнитоупругих волн и нелинейного резонанса Захарова-Бенни.
Читал лекции по курсу «Теоретическая механика и введение в механику сплошной среды» на физическом факультете, спецкурсы «Микромагнетизм», «Современные проблемы магнитоакустики» на специализации «Теоретическая физика».
Руководил научной работой студентов, аспирантов, докторантов и соискателей.
Автор более 170 научных публикаций. Подготовил шесть кандидатов наук. Являлся членом двух Советов по защите докторских диссертаций.